# Niklas Sivelöv
Lars Gunnar Niklas Sivelöv, född 11 april 1968 i Skellefteå,  är en svensk konsertpianist, kompositör och professor.

## Biografi
Niklas Sivelöv är född i Västerbotten men hans förfäder kommer från Karelen och norra Finland; han har två äldre tvillingsystrar. 
Sivelöv började studera orgel vid sex års ålder och vann senare flera priser runt om i Skandinavien som organist, mest med sina egna kompositioner och improvisationer. Vid fjorton års ålder bytte han till piano. Vid sjutton började Sivelöv vid Kungliga Musikhögskolan i Stockholm, där han studerade klaviatur och komposition, och han gjorde sin solistdebut med Kungliga Filharmonikerna med Béla Bartóks andra pianokonsert 1991. 
Han fortsatte sina studier i Helsingfors, Bukarest,  den sydtyska musikstaden Trossingen och London. Hans repertoar sträcker sig från Bach till samtida tonsättare, inklusive ett antal svenska. Han har samarbetat med dirigenter som bland annat Esa-Pekka Salonen, Leif Segerstam, Thomas Dausgaard, Jukka Pekka Saraste, Kees Bakels, Alan Gilbert, Paavo Berglund, Mario Venzago, John Axelrod och Kazufumi Yamashita. Han har även framträtt med orkestrarna i Skandinavien, Tonhalle Zürich, Suisse Romande och andra orkestrar över hela Europa.
Sivelöv är en hängiven kammarmusiker. Han har framträtt på arenor över hela världen och har arbetat tillsammans med Mark Peskanov, Leonid Gorokhov, Martin Fröst, Patrick Gallois och Malena Ernman. Han har även framträtt och spelat in med dragspelaren Lelo Nika.
Sivelöv har genomfört Bachs Das Wohltemperierte Klavier bok 1 och 2 i tre konserter i  Bargemusic, New York i januari 2010.
Sivelöv är professor vid Det Kongelige Danske Musikkonservatorium i Köpenhamn sedan 2007 och bosatt i Malmö med Anne-Marie Lipsonen och sina två barn.

## Utmärkelser
Hans inspelning av egna improvisationer över Bellmans musik har tilldelats The Independent Music Awards för bästa klassiska album och valdes till vinnare av Vox Populi-omröstningen. 
Han har fått Diapason d'Or för Franz Berwalds pianokonsert, Cannes Classic Awards nominering för bästa inspelning på 1900-talet för Einar Englunds Piano Concerto No.1 och Penguin Record Guides högsta betyg, för pianoverk av Wilhelm Stenhammar och Wilhelm Peterson-Berger.

## Diskografi
- J.S Bach, 3 Sonatas for cello and piano with Morten Zeuthen
- Schumann Piano Sonatas
- Vers la flamme, music of A.N Skrjabin
- Improvisational 1, piano improvisations inspired by C M Bellman
- Piano Music of Argentina, Music by Ginastera, Piazzolla and Guastavino
- Wilhelm Stenhammar: Piano Works
- Danzas, Music for tuba and piano with Oystein Baadsvik
- Franz Berwald: Piano Concerto in D major
- Swedish Piano Music, Music by Morales, Seymer, Milveden, Rangström a.o.
- Wlodek Gulgowski, works for piano
- W. Peterson-Berger, Flowers from Frösö Island (Melodies, Humoresques and Idylls for Piano)
- Wilhelm Stenhammar: The 2 concertos for piano
- Einar Englund – Orchestral Works: Blackbird Symphony; Nostalgic Symphony; Piano Concerto
- R. Schumann – Piano Works: Kreisleriana, Sonata G Minor, Arabesk and Variations, Op. 14
- Liszt: Pianotranscriptions of Symphonies Nos. 1 and 3 (Eroica) by Beethoven
- Lars Ekström: The Dream Age-Concerto, dedicated to Niklas Sivelöv
- Fratres with Szymon Krzeszowiec, violin; music by Pärt, Reger, Stravinsky, Dallapiccola and Schnittke

## Kompositioner
| Opus | Verk                                                | Datum     |
| ---- | --------------------------------------------------- | --------- |
| 1    | Divertimento per archi (stringtrio)                 | 1986      |
| 2    | The Rage of the Chameleon                           | 1987      |
| 3    | Dance of the Bull                                   | 1989      |
| 4    | String quartet nr 1                                 | 1989      |
| 5    | Passacaglia per archi                               | 1989      |
| 6    | Sonata for tuba and piano                           | 1992      |
| 7    | Suite para marimba                                  | 1995      |
| 8    | Sonata quasi una rhapsodia per violino e pianoforte | 1996      |
| 9    | Sonatina for flute and piano                        | 1997      |
| 10   | Twist and Shout for clarinet solo                   | 1997      |
| 11   | Concerto Classico for piano and orkester            | 1998      |
| 12   | Suite for percussion and piano                      | 1999      |
| 13   | Concerto nr. 2 for piano and strings                | 2001      |
| 14   | The Spiders Nest for cello and piano                | 2003      |
| 15   | Toccata for piano                                   | 2004      |
| 16   | Introduction and Allegro for oboe and piano         | 2004      |
| 17   | Tres Danzas for tuba and piano                      | 2005      |
| 18   | The NY trio for violin, cello and piano             | 2005      |
| 19   | Touchè! for percussion ensemble 4 players           | 2007      |
| 20   | Suite for marimba and vibraphone                    | 2010      |
| 21   | Suite in modo classico                              | 1995–2010 |
| 22   | 24 Preludios e Figuras                              | 2010      |
| 23   | 2 Improvisations                                    | 2010      |
| 24   | Album for the youth book 1                          | 2010      |